# دوري اتحاد في تي بي
دوري اتحاد في تي بي (بالإنجليزية: VTB United League)‏ هو دوري كرة سلة دولي للمحترفين يلعب فيه 16 فريقاً من سبعة دول. يهدف الدوري إلى توحيد أندية النخبة في أوروبا الشرقية وأوروبا الشمالية معا في دوري واحد. يرعاه بنك في تي بي الروسي. ويعد نادي سسكا موسكو لكرة السلة الأكثر تتويجا بلقب البطولة.

## الدول
- روسيا
- بيلاروسيا
- التشيك
- فنلندا
- إستونيا
- لاتفيا
- كازاخستان

## وصلات خارجية
- الموقع الإلكتروني